# Leven Als Een Prof
Leven Als Een Prof was een Nederlands televisieprogramma gepresenteerd door Harry Vermeegen. Het werd in de periode 2011-2013 uitgezonden door RTL 7 op maandagavond om 22:00, en was tevens het laatste programma dat Vermeegen voor televisie maakte. 

## Achtergrond
In dit programma volgde Vermeegen twee seizoenen lang voetballers, trainers en andere mensen uit de voetbalwereld in hun leven als een prof. Daarnaast bood hij een amateurteam de kans op één jaar lang te leven als een prof. In het seizoen 2011/2012 was dat Udo 6, in 2012/2013 was dat  Nunspeet 3. Daarnaast was er in het laatste seizoen een item waarin Vermeegen met Jaap Stam op zoek gingen naar amateurclubs die ze konden helpen.
Ook was het item "Man op Fiets" weer te bewonderen.  

## Lijst van voetballers
De lijst van voetballers en/of trainers die hebben deelgenomen aan Leven Als Een Prof.
- Frans Adelaar
- Nordin Amrabat
- Joey van den Berg
- John van den Brom
- Alexander Büttner
- Royston Drenthe
- Eljero Elia
- Marco van Ginkel
- Lex Immers
- Kew Jaliens
- Ron Jans
- Ronald Koeman
- Gert Kruys
- Jeremain Lens

- Ton Lokhoff
- Hedwiges Maduro
- Luciano Narsingh
- André Ooijer
- Marc Overmars
- Robbin Ruiter
- Ruben Schaken
- Jaap Stam
- Ricky van Wolfswinkel
- Rafael van der Vaart
- Piet Velthuizen
- Demy de Zeeuw
- Klaas-Jan Huntelaar